# Rhema
Rhema (van het Griekse τὸ ῥῆμα, "uitspraak", "gezegde" of "onderdeel van een zin") of focus is het deel van een zin dat niet tot het thema behoort. De term "rhema" wordt vooral in de functionalistische taalkunde en de tekstlinguïstiek gebruikt om tot een thema-rhema-indeling te komen. 
In andere deelgebieden van de taalkunde zoals de pragmatiek is de term focus het meest gebruikelijk.
Meestal bevat het thema informatie die in dezelfde context (met name de voorafgaande zin of zinnen) al eerder werd genoemd, of die op basis van de context voor zich spreekt. Het thema staat over het algemeen ook vooraan in de zin en wordt gevolgd door het rhema, dat hoofdzakelijk extra informatie toevoegt met betrekking tot het thema. In het volgende zinspaar is het rhema cursief weergeven:
- Wat heb je vanmorgen gedaan?
- Vanmorgen heb ik de auto gewassen.

In de tweede zin kan het rhema ook meer naar voren worden gehaald om het extra nadruk te geven. Hierdoor krijgt de zin als geheel een zekere expressiviteit. In feite worden de functies van thema en rhema in dit geval omgewisseld, in dit geval door middel van een "links-dislocatie" (zie ook topicalisatie):  
- De auto gewassen heb ik vanmorgen! (Of: De auto gewassen, dat heb ik vanmorgen!)